# Конюший
Коню́ший (Конюший тиун, сидельник) — придворный чин (должность) дворовых людей в средневековой России, предполагавший руководство заведованием конями, конюшнями монарха и многим другим, всем, что было связано с конным делом.
Одно время чин назывался боярин и конюший. В других государствах имел своё название — шталмейстер в германских государствах, лорд-констебль в Англии, коннетабль во Франции.

## В России
В Русском государстве чин конюшего, едва ли не самый престижный при дворе, существовал с XV века до начала XVII века. Ведёт своё происхождение от княжеского тиуна XI—XII веков. С конца XV века конюший — начальник конюшенного приказа.
Вначале конюшие назначались из бояр, поэтому чин назывался боярин и конюший. Чин конюшего давался только самым близким, любимым и заслуженным людям. В ведении боярина и конюшего состояли все царские конюшни, сёла, слободы и так далее. К некоторым кобыльим конюшням (конным заводам) были приписаны целые волости.
Первым боярином и конюшим в 1496 году стал А. Ф. Челяднин. Последним боярином и конюшим был А. Н. Романов. После него чин стал называться просто конюший. В помощь конюшему придавался ясельничий, позднее это старший чин в конюшенном приказе. В 1546 году упомянут Новгородский конюшенный, но обязанности не известны.
Боярином и конюшим был Борис Годунов, шурин и фаворит царя Фёдора Иоанновича, поэтому иностранные писатели ошибочно считали должность «боярин и конюший» высшей должностью для бояр. По сведениям Дж. Флетчера, годовой доход Бориса Годунова на должности конюшего составлял 12 тысяч рублей в год, хотя доход обычного боярина составлял не более 700 рублей в год.

## Царские конюшие
При древних великих князьях конюших не было. Первый конюший определён Великим князем Иваном III Васильевичем в 1496 году, и им стал Андрей Фёдорович Челяднин, который за год до этого был пожалован в бояре. Он умер в 1503 году, и в течение 8 лет (1503—1511) конюшего не было. В 1511 году великий князь пожаловал в этот чин боярина Ивана Андреевича Челяднина, сына первого конюшего. Он предводительствовал также и в армии против Польши и в 1515 году, по своей неосторожности, взят в плен, где и умер. В течение 16 лет была вакансия, и конюшенными делами правили ясельничие. В 1533 году, незадолго до кончины великого князя Василия Ивановича, вступил в чин конюшего боярин князь Иван Фёдорович Овчина Телепнев-Оболенский, который в 1538 году, по смерти великой княгини Елены Васильевны, был взят под стражу и уморён голодом. После этого опять была вакансия конюшего три года. В 1541 году чин конюшего получил князь Михаил Васильевич Глинский, который в 1547 году был отставлен. Следующий конюший, князь Василий Васильевич Чулок Ушатой, в 1549 году умер. В следующие 18 лет конюшим был боярин Иван Петрович Фёдоров, который был казнён в 1567 году, после чего во всё остальное время правления Ивана Грозного конюших не было. Боярин Борис Фёдорович Годунов стал конюшим при вступлении на царство Фёдора Ивановича и, взошедши на царский престол, Б. Ф. Годунов наградил чином конюшего дядю своего Дмитрия Ивановича Годунова. Во времена Лжедмитрия I конюшим был Михаил Фёдорович Нагой, который получил этот чин, чтобы люди верили, что Нагие — родственники Лжедмитрия. Следственно, чин конюшего не был в числе первейших, но был такой, коим Государи любимцев своих награждали.